# Kwalitatief onderzoek
Kwalitatief onderzoek (Engels: qualitative research) is een type onderzoek dat gericht is op het verzamelen en analyseren van niet-numerieke (beschrijvende) gegevens om inzicht te verkrijgen in de sociale werkelijkheid van individuen of groepen, waaronder hun attitudes, overtuigingen en motivaties. Kwalitatief onderzoek omvat doorgaans diepte-interviews, focus groepen of observaties, om op deze manier data te verzamelen die rijk is aan details en context. Kwalitatief onderzoek wordt veelal gebruikt om complexe fenomenen te onderzoeken, of om inzicht te krijgen in de ervaringen en perspectieven van mensen op een specifiek thema. Kwalitatief onderzoek is vooral geschikt wanneer onderzoekers inzicht willen verkrijgen in de betekenis die mensen toekennen aan hun ervaringen of wanneer onderzoekers bepaald gedrag van mensen willen begrijpen. 
Voorbeelden van kwalitatieve onderzoeksmethoden zijn etnografie, gefundeerde theorie, discoursanalyse en thematische analyse. Kwalitatief onderzoek wordt in vele gebieden toegepast, enkele voorbeelden zijn: sociologie, psychologie, communicatiewetenschap, sociale psychologie en onderwijssociologie.